# Não Se Vive sem Bandeira
Não se vive sem bandeira é o samba enredo apresentado pela escola de samba carioca Acadêmicos de Santa Cruz, no carnaval de 1997, quando desfilou pelo Grupo Especial. O samba, de autoria de Carroça, Pepê e Carlinhos 18, foi interpretado por Claudio Tricolor.

## Desfile
A escola foi a primeira a desfilar em 10 de fevereiro de 1997, na Avenida Marquês de Sapucaí.

### Ficha técnica
- Presidente:Edgar Raimundo de Freitas [3]
- Carnavalesco: Albeci Pereira[3][4]
- Compositores:Carroça, Pepê e Carlinhos 18[2]

## Resultado
A escola obteve 163 pontos, e portanto, o 14º lugar entre 16 escolas. Como naquele ano, quatro escolas seriam rebaixadas, a Santa Cruz foi uma das agremiações que caíram para o grupo de acesso.